# 青田县
青田县（青田話：tsin_dia）位于中國浙江省东南部，瓯江中下游，东接温州，北接台州，是丽水市下辖的一个县。縣人民政府駐鹤城街道鹤城东路109号。区域总面积为2,477.13平方公里。
青田是中国著名的华侨之乡、石雕之乡、田鱼之乡，素有“九山半水半分田”的説法。青田歷史悠久，有“名人之鄉”的美譽。现有海外华侨华人达32万之多，分布在世界121多个国家和地区，其中90%的华侨居住欧洲。

## 词源
“青田”之得名有两种说法：
- 因盛产可以做蓝色染料的鸭跖草（古名竹青）而得名。《太平御览》引刘宋郑缉之《永嘉郡记》：“青田县（孙诒让指出刘宋时未有青田县，此“县”字当为“邨”）有草，叶似竹，可染碧，名为竹青。此地所丰，故名青田。”
- 因青田山下田产青芝（通常认为指云芝）而得名。历代史书中有如下记载：
  - 北宋《太平寰宇记》：“青田县本松阳、括苍二邑之地，景云中析置，因青（田）山以为名。”
  - 清康熙《青田县志》：“青田山，县北一里。旧志：山下有四，产青芝，故名。”
  - 《清史稿·地理志》“青田，府东南百五十里，北青田山，县以此名。”
  - 清光绪《处州府志》“青田山，县北一里，叶法善栖此学道，田产青芝，故名。”

## 历史

### 建县前
春秋战国时期，今青田境域属瓯越地。秦统一六国后，征服欧阳和闽越，置闽中郡，今青田境城在其中。
西汉惠帝三年（前1）五月，瓯越首领驺摇因助汉灭秦有功，封为东海王，都东瓯地，世称东瓯王，辖地包括今温、台、处（丽）地区。始元二年（85），以东瓯地回浦乡建立回浦县。今青田境城在回浦县境内，属会稽郡。
东汉初期，改回浦县为章安县。建安八年（203），分章安县南乡建立松阳县，今青田境域是松阳县的一部分，仍属会稽郡。
三国吴太平二年（257），分会稽郡东部章安、临海、始平、永宁、松阳、罗阳等六县另设临海郡，今青田境城随属临海郡。
东晋太宁元年（323），分临海郡温桥岭南的永宁、安固、松阳、横阳四县置永嘉郡，包括今温、处（丽）地区，今青田境域随属永嘉郡。
南朝时，今青田境域隶属不变。
隋开皇九年（589）废郡，改永嘉郡为处州，分松阳县东乡建立括苍县，今青田境城为括苍县的一部分。开皇十二年，处州改称括州。大业三年（607），改括州为永嘉郡。
唐武德四年（621），复改永嘉郡为括州。唐睿宗景云二年（711），刺史孔综奏请分括苍县建立青田县，隶属括州。天宝元年（742），改括州为缙云郡。乾元元年（758），复为括州。大历十四年（779），又改括州为处州，青田县隶属处州。
元时，青田县属江浙行省处州路。
明时，青田县属浙江承宣布政使司处州府。清康熙六年（1667），浙江省设杭嘉湖、宁绍台、金衢严、温处四道。青田县属温处道处州府。宣统三年（1911）十一月，浙江成立军政府，青田县属处州军政分府。
中華民國初期，废清代道、府、厅、州制。民国3年（1914），浙江省设钱塘、会稽、金华、瓯海四道，青田县属瓯海道。民国16年，废道，实行省、县二级制。民国21年6月，实行县行政督察区制，青田县先后属第十一区、第二特区、第九区、第七区、第六区行政督察区（行政督察专员公署均驻丽水）。民国37年5月，青田县划归第五行政督察区（行政督察专员公署驻温州）。
中华人民共和国成立后，青田县隶属温州专区。1963年5月，改属丽水专区（1968年11月改丽水地区，今麗水市），迄今未变。

### 辖地变化
青田建县以来，县境经历三次变迁：

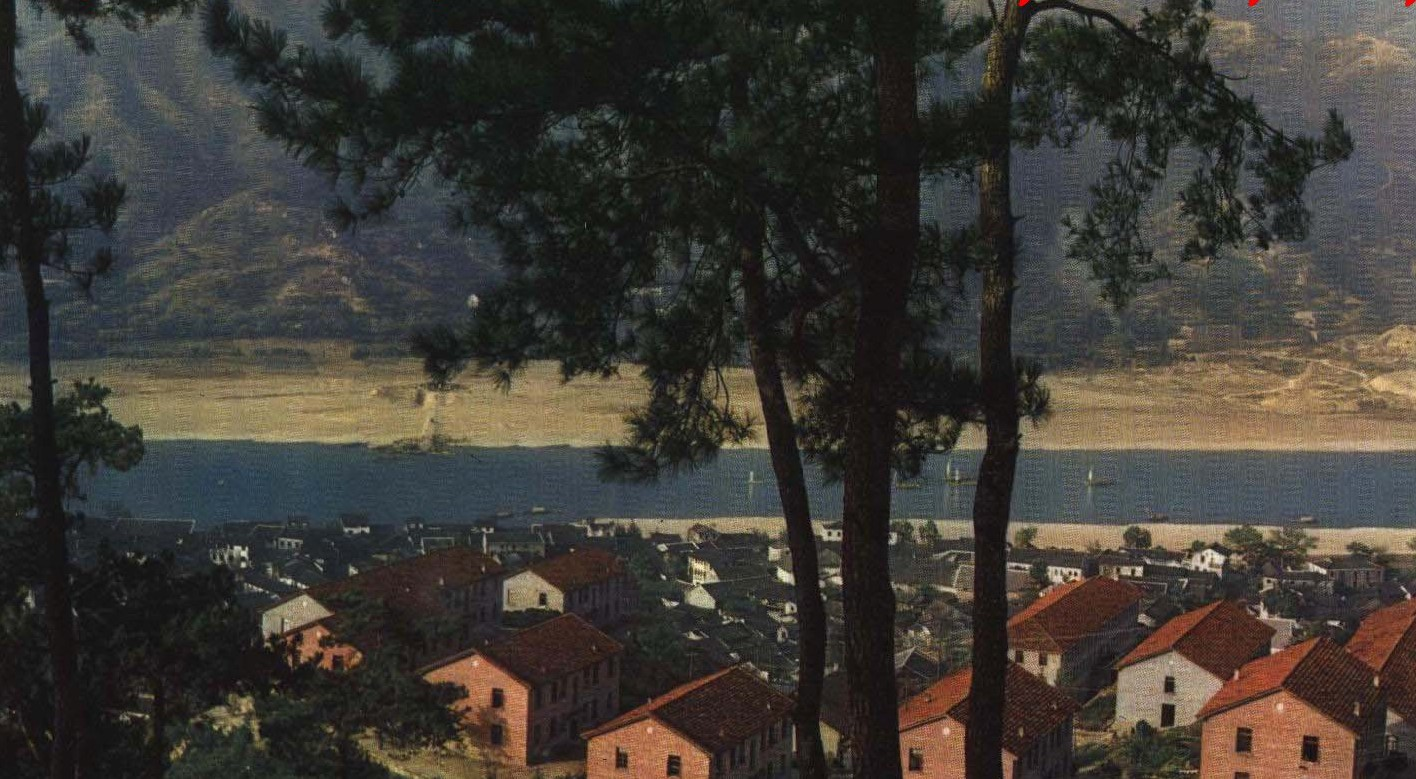
1965年 浙江青田

- 明景泰三年（1452），以山寇之乱由、各乡僻远难治，请析丽水之浮云置云和县，宣慈乡置宣平县，青田之鹤鸣乡和柔远乡的仙上里、仙下里等地置景宁县。
- 民国三十七年（1948）7月1日、南田区的南田、西境．三阳、黄坛、岙里5乡和万源乡一部分划出新建文成县。同年8月1日，永嘉县的温溪、贵岙、黄坦、霞师4个乡和林福、界坑2乡的一部分划归青田县。当时青田县的面积为2779平方公里。
- 1961年10月，西岙、上横2个公社划给永嘉县。

## 行政区划

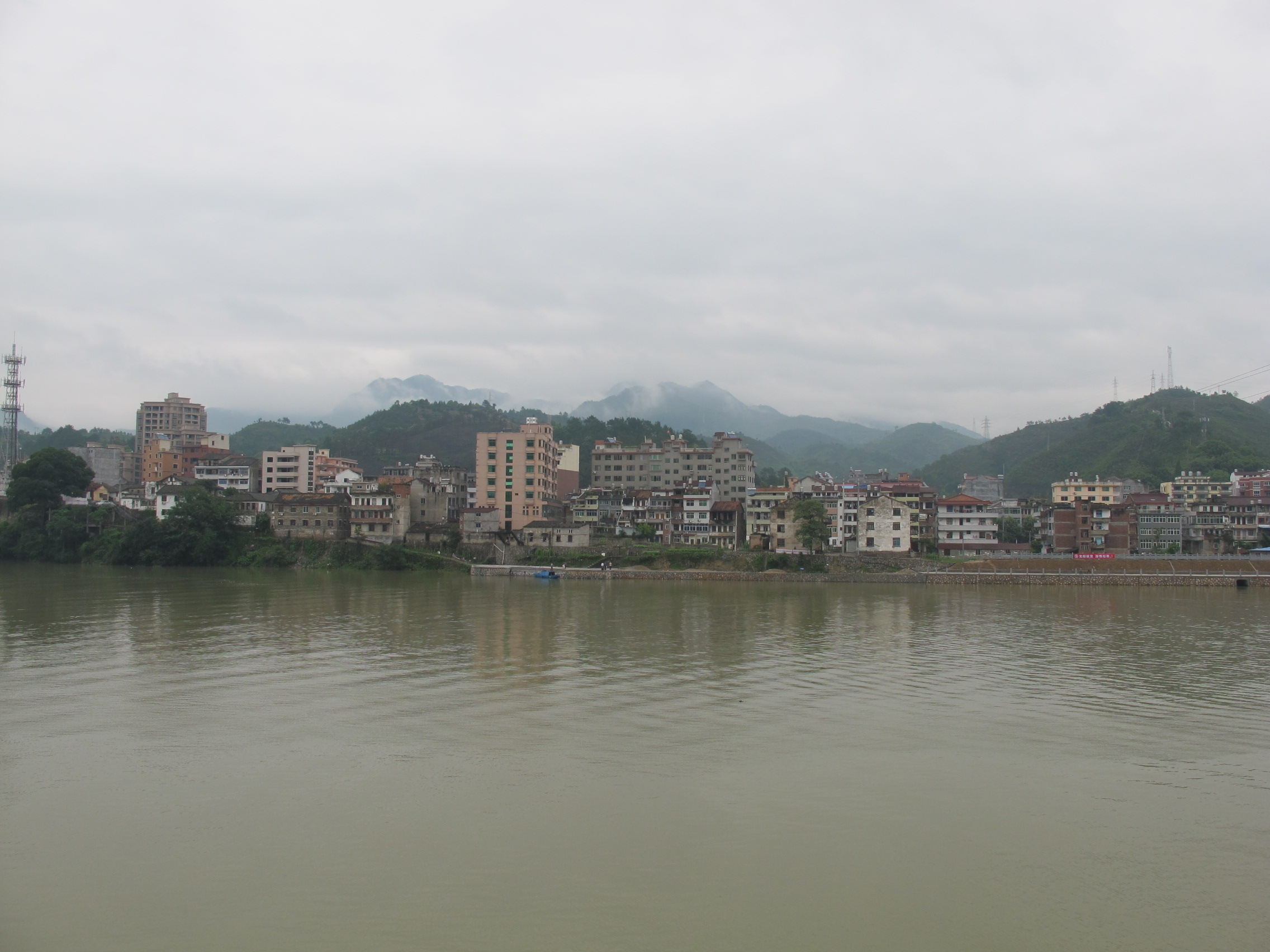
船寮镇

青田县下辖4个街道办事处、10个镇、18个乡：
鹤城街道、瓯南街道、油竹街道、三溪口街道、温溪镇、东源镇、高湖镇、船寮镇、海口镇、腊口镇、北山镇、山口镇、仁庄镇、祯埠镇、万山乡、黄垟乡、季宅乡、高市乡、海溪乡、章村乡、祯旺乡、舒桥乡、巨浦乡、万阜乡、方山乡、汤垟乡、贵岙乡、小舟山乡、吴坑乡、仁宫乡、章旦乡和阜山乡。

## 气候
青田属亚热带季风气候夏季高温多雨，冬季温和少雨，温暖湿润，四季分明，因地形复杂，海拔高度悬殊，气候存在着垂直带。据县气象站1971-1987年观察统计，县城平均气温18.3℃，是全省年平均最高的地区之一。县内100米以下的河谷低丘地区，年平均气温18℃；200-300米的丘陵地区，年平均气温17℃左右；400-600米的丘陵低山区年平均气温15-16℃；800米以上的山区，年平均气温14℃以下。海拔每升高100米，年平均气温降低0.59℃。青田县年平均无霜期为279天，平均初霜期为11月30日，终霜日期为2月23日。
| 青田(1981−2010)      | 青田(1981−2010) | 青田(1981−2010) | 青田(1981−2010) | 青田(1981−2010) | 青田(1981−2010) | 青田(1981−2010) | 青田(1981−2010) | 青田(1981−2010) | 青田(1981−2010) | 青田(1981−2010) | 青田(1981−2010) | 青田(1981−2010) | 青田(1981−2010) |
| 月份                 | 1月             | 2月             | 3月             | 4月             | 5月             | 6月             | 7月             | 8月             | 9月             | 10月            | 11月            | 12月            | 全年            |
| -------------------- | --------------- | --------------- | --------------- | --------------- | --------------- | --------------- | --------------- | --------------- | --------------- | --------------- | --------------- | --------------- | --------------- |
| 平均高温 °C（°F）    | 12.7 (54.9)     | 14.1 (57.4)     | 17.4 (63.3)     | 23.0 (73.4)     | 27.3 (81.1)     | 30.1 (86.2)     | 34.2 (93.6)     | 33.6 (92.5)     | 29.9 (85.8)     | 25.7 (78.3)     | 20.6 (69.1)     | 15.4 (59.7)     | 23.7 (74.6)     |
| 日均气温 °C（°F）    | 8.0 (46.4)      | 9.4 (48.9)      | 12.5 (54.5)     | 17.6 (63.7)     | 22.1 (71.8)     | 25.4 (77.7)     | 28.9 (84.0)     | 28.3 (82.9)     | 25.2 (77.4)     | 20.6 (69.1)     | 15.3 (59.5)     | 9.9 (49.8)      | 18.6 (65.5)     |
| 平均低温 °C（°F）    | 4.8 (40.6)      | 6.3 (43.3)      | 9.2 (48.6)      | 13.9 (57.0)     | 18.5 (65.3)     | 22.2 (72.0)     | 25.2 (77.4)     | 24.9 (76.8)     | 22.0 (71.6)     | 17.0 (62.6)     | 11.8 (53.2)     | 6.2 (43.2)      | 15.2 (59.3)     |
| 平均降水量 mm（）    | 55.1 (2.17)     | 75.6 (2.98)     | 143.7 (5.66)    | 154.6 (6.09)    | 173.4 (6.83)    | 263.9 (10.39)   | 210.5 (8.29)    | 251.7 (9.91)    | 190.2 (7.49)    | 77.2 (3.04)     | 60.4 (2.38)     | 41.5 (1.63)     | 1,697.8 (66.86) |
| 平均相對濕度（％）   | 72              | 74              | 76              | 76              | 77              | 81              | 77              | 78              | 77              | 73              | 73              | 70              | 75              |
| 来源：中国气象数据网 |                 |                 |                 |                 |                 |                 |                 |                 |                 |                 |                 |                 |                 |

## 人口

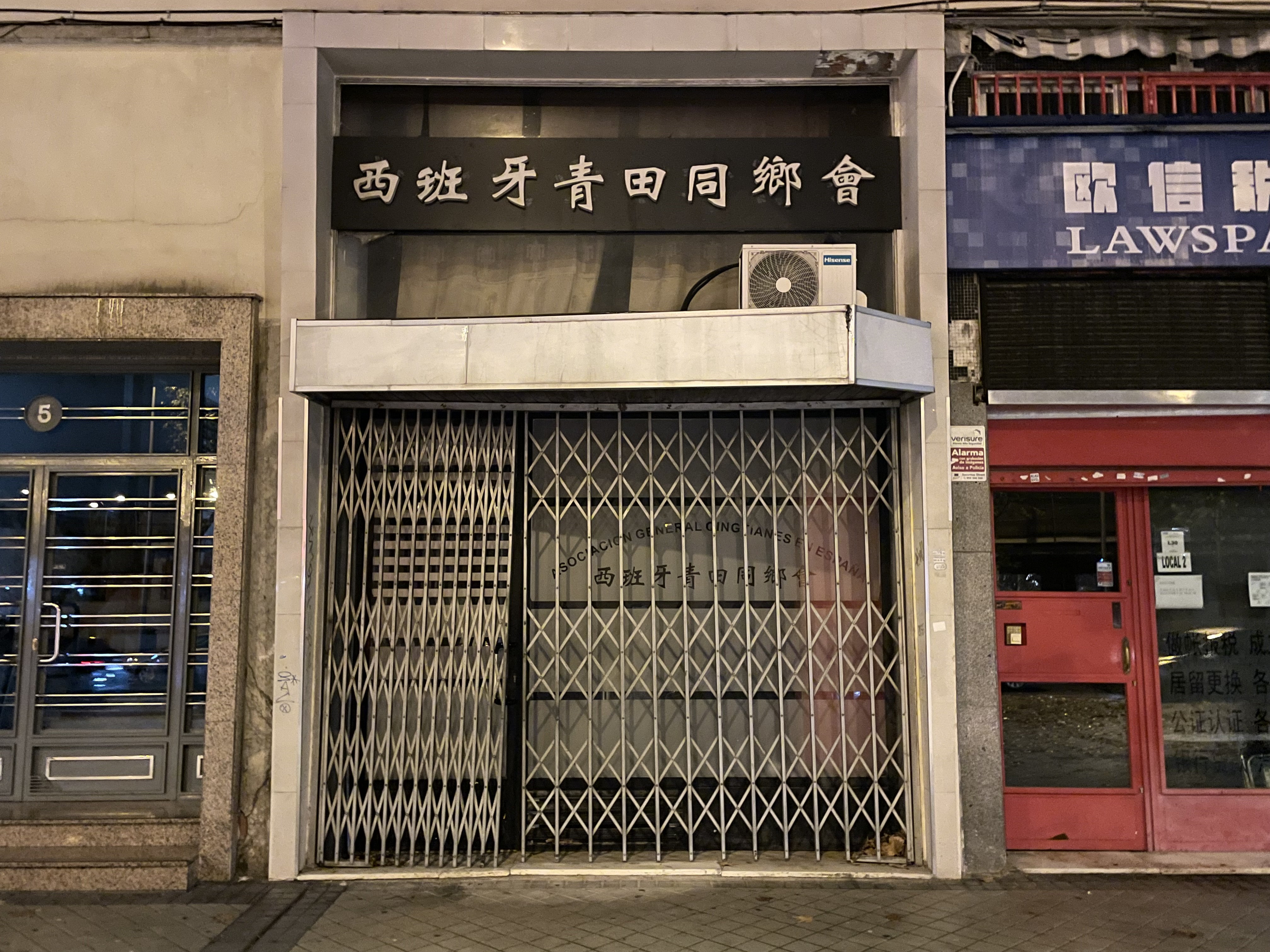
位于马德里的西班牙青田同乡会

根據第七次全国人口普查數據，截至2020年11月1日零時，青田縣常住人口為509053人。
青田县2015年共有：港澳同胞329,296人，华侨279,646人，华人48,262人，港澳同胞839人，其他涉侨人员549人。
截至2013年底，青田县户籍人口为527,917人，其中非农业人口88,187人。男性人口为273,304人，女性人口为254,613人，男女性别比为107:100（女性为100）。
青田华侨的历史可追溯至清初，当时多为贩卖青田石制品的商人。第一次世界大战期间，青田县约有2000人应征劳工兵，并在战后定居欧洲，这两部分人奠定了青田华侨的基础。1980年代末，由于意大利、西班牙和法国多次对非法移民实施“大赦”政策，使得这些国家的青田华侨人数在近几十年来增长较大。

## 交通
- 公路

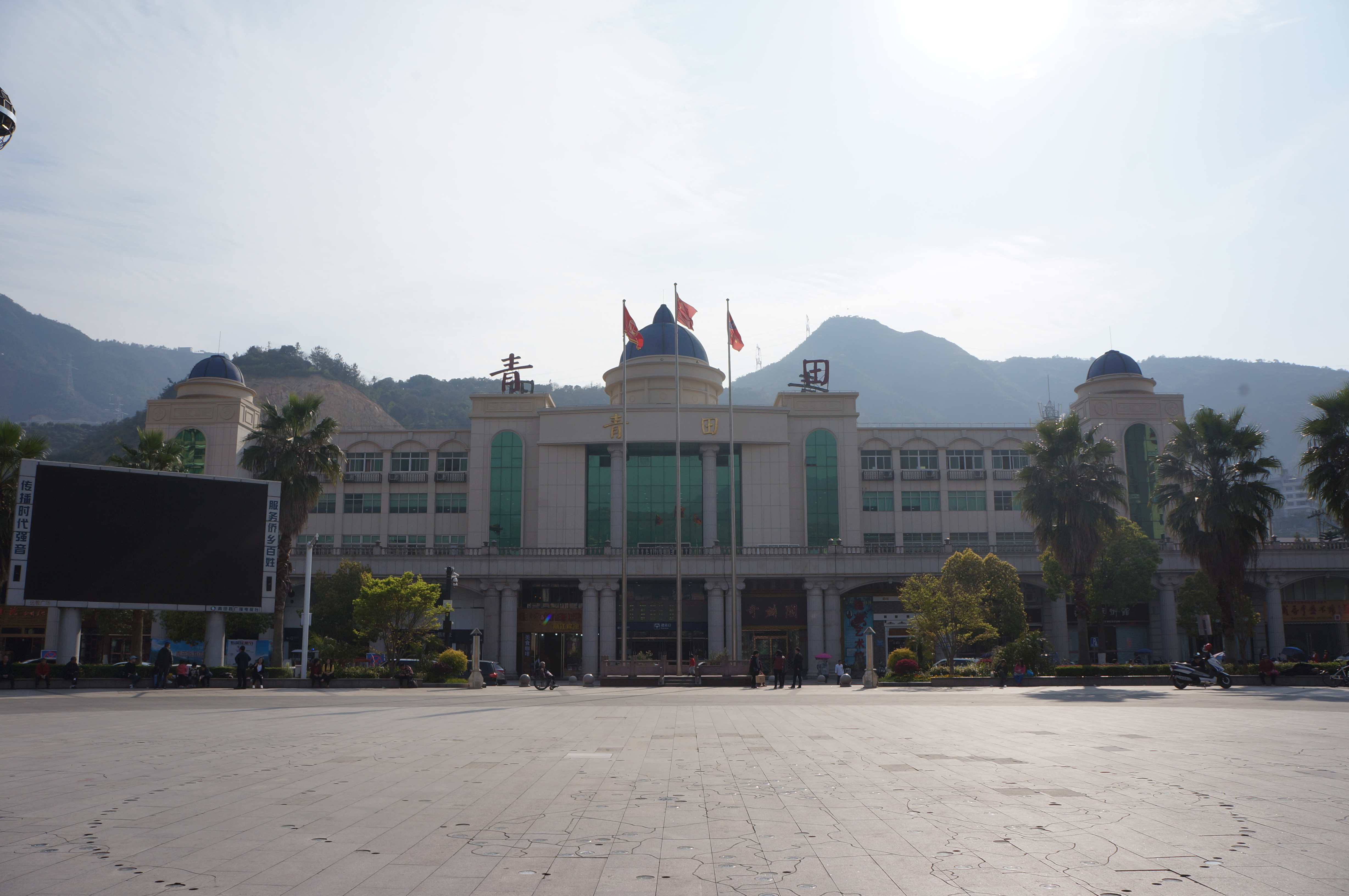
青田站

截止2013年底，青田县公路里程为2,155.8公里，其中，高速公路67.3公里、二级公路145.7公里、三级公路16.8公里，四级公路483.8公里，准四级公路1,442.2公里。2013年，社会客运量1,130万人，货运量453万吨，货运周转量71,749万吨公里，旅客周转量35643万人公里。  330国道过境。
- 铁路

青田县境内主要火车站为青田站，青田站离金华站205公里，离温州站57公里，为三等站。改建后的青田站于2015年12月26日在金丽温高铁开通后启用，届时站台规模有两台五线，可直达杭州、温州、丽水、金华。高铁到温州15分钟左右。
- 水路

温溪港是丽水市唯一的出海港口，年货物吞吐量达140多万吨，货轮可直达中国大陆各大港口和港澳地區。

## 经济
2022年地区生产总值（GDP）279.39亿元，比上年增长3.1%。其中，第一产业增加值11.70亿元，第二产业增加值105.83亿元，第三产业增加值161.87亿元，增速分别为4.6%、1.3%和4%，三次产业结构为4.2:37.9:57.9。包含华侨常住人口人均GDP为54623元，比上年增长2.6%；不包含华侨常住人口人均GDP为76442元，比上年增长2.5%。
全年财政总收入33.01亿元，比上年增长9.5%，一般公共预算收入22.16亿元，增长10.7%。其中，税收收入14.13亿元，下降2.6%，占一般公共预算收入的63.8%。一般公共预算支出76.53亿元，同比增长10.9%。
全年新增城镇就业4883人，登记失业人员累计就业人数1477人，就业困难人员实现就业人数501人，年末城镇登记失业率为1.06%。

### 第一产业
2013年，青田县第一产业总产值为10.8亿元，同比增长6.4%。其中，农业产值6.7亿元，增长4.9%；林业产值1.4亿元，增长6.2%；牧业产值1.8亿元，增长9.3%；渔业产值0.7亿元，增长14.6%，农林牧渔服务业0.1亿元。农作物播种面积18,968公顷，下降1.8%，其中，粮食种植面积12,429公顷，下降2.1%，粮食总产量63200吨，下降4.3%；瓜果种植面积519公顷，增长0.8%；蔬菜种植面积4,412公顷，下降1.9%；茶园面积656公顷，下降3.1%，油茶产量3720吨，增长7.4%；果园面积9152公顷，下降0.8%。肉类总产量11834吨，增长5.4%。其中，猪肉产量10,107吨，增长7.7%，禽蛋产量623吨，下降9.1%。

### 第二产业
2013年，青田县工业总产值442.1亿元，同比增长20.1%；实现工业增加值94.4亿元，增长15.0%。其中规模以上工业产值360.4亿元，增长19.5%。2013年，青田县产值超5,000万元企业102家，共完成产值339.6亿元，占规模以上工业产值比重94.2%，其中产值超亿元以上企业59家，产值311.4亿元。建筑业实现增加值11.1亿元，增长4.7%。

### 第三产业
2013年，青田县实现社会消费品零售总额60.5亿元，增长17.4%。其中餐饮业零售额10.7亿元，增长11.9%。共接待国内游客451.4万人次，增长42.3%；国内旅游收入38.0亿元，增长48.5%。境外游客17.6万人次，增长29.7%，实现旅游外汇收入50,475万美元，增长34.9%。金融系统存款余额为327.9亿元，增长21.9%，其中，城乡居民储蓄存款246.4亿元，增长24.9%，金融系统贷款余额为181.5亿元，增长8.0%。

## 特产

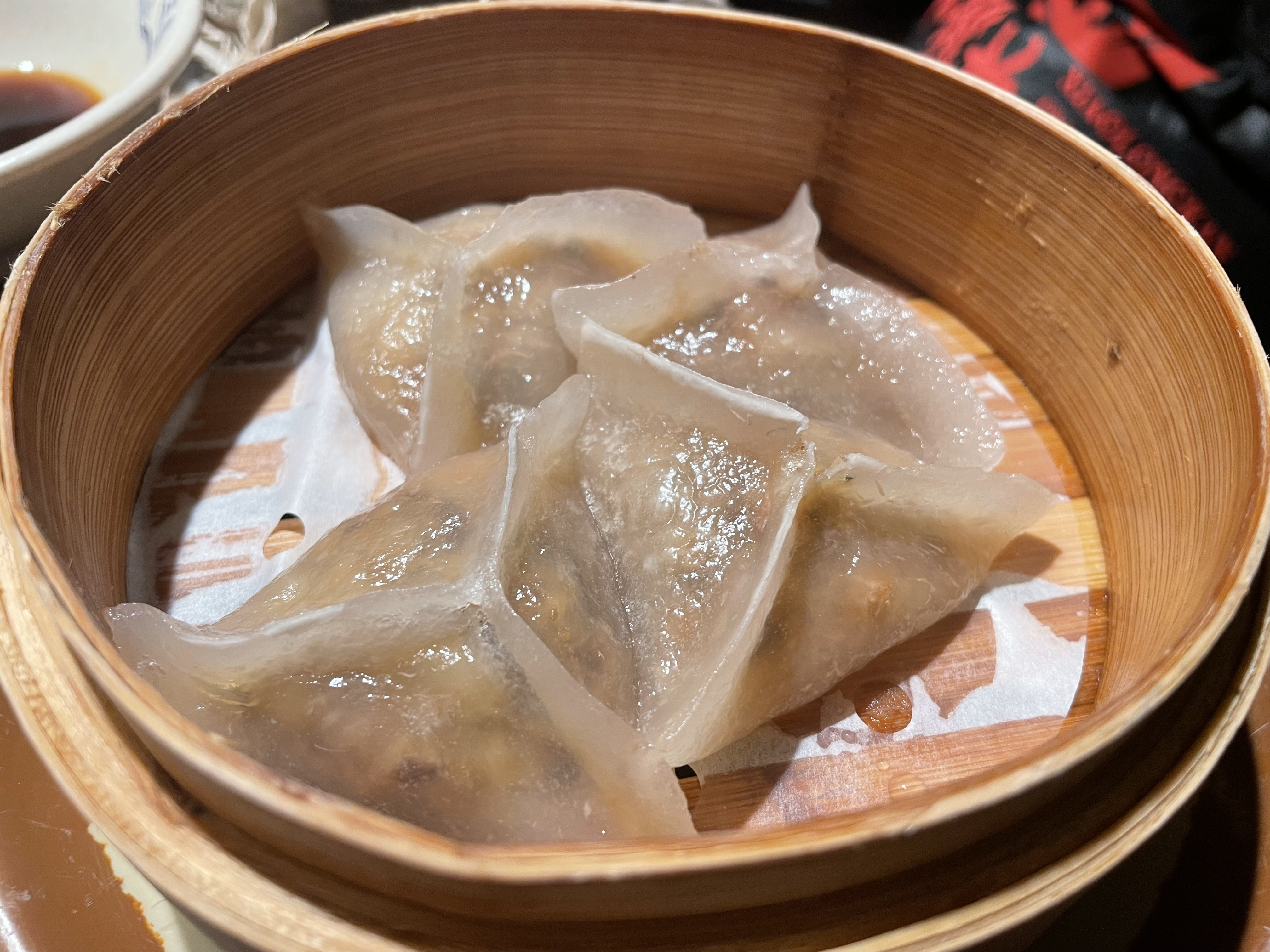
青田山粉饺

### 青田石雕
青田石，主要产于浙江省青田县内，中国传统的“四大印章石之一”。在中国一并与巴林石、寿山石和昌化石被称为中国“四大名石”。

### 青田田鱼

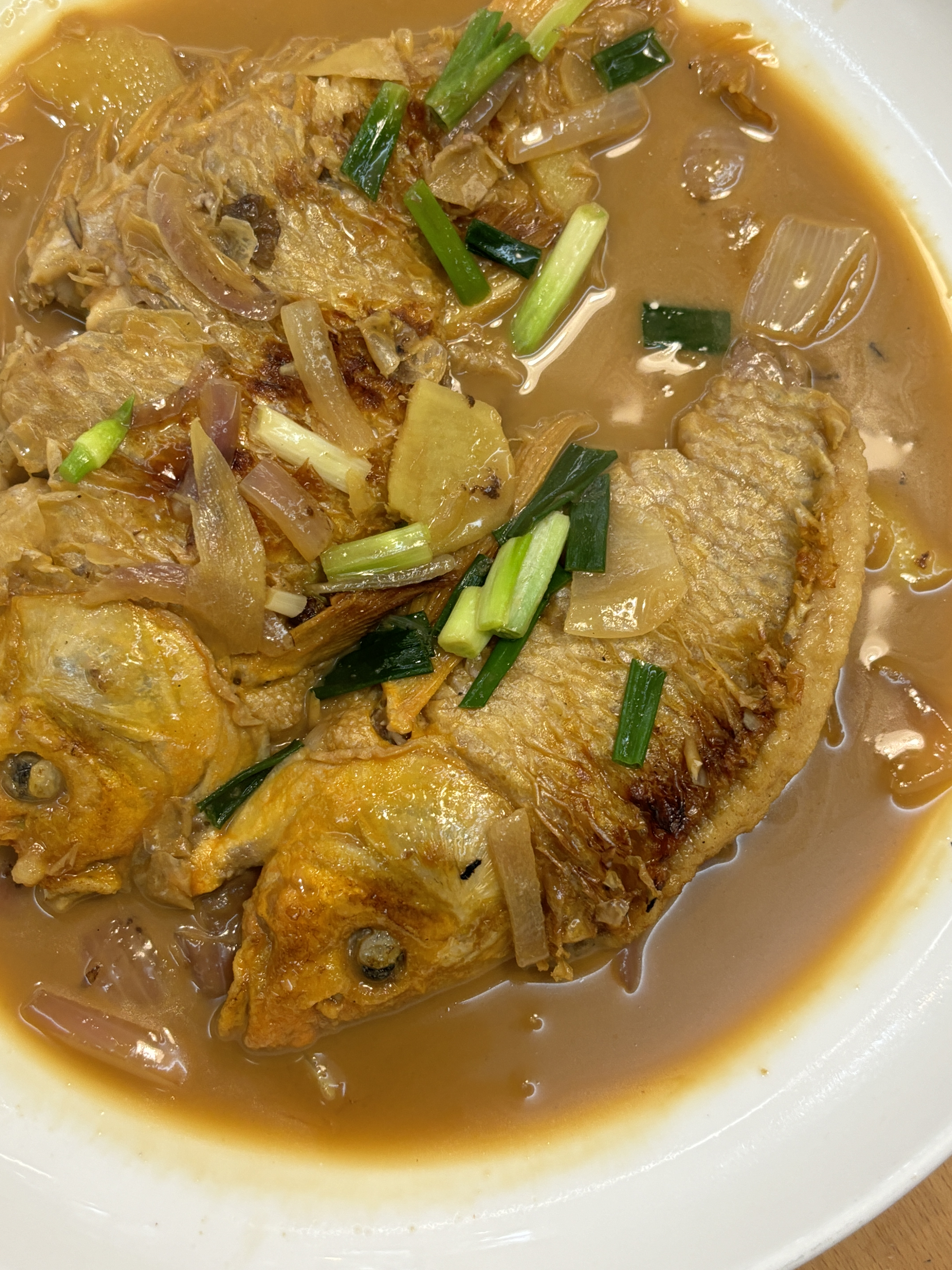
红烧田鱼

瓯江彩鲤俗称"田鱼"，是瓯江流域的地方性养殖对象，以青田境内的种群为佳。史料考证青田的稻田养鱼至今已有2000余年的养殖历史。田鱼在青田是每逢佳节是每个家庭的必备佳肴。自南宋以来，该鱼制成的鱼干，与龙泉青瓷、宝剑均为朝中贡品。
2005年5月16日，青田稻田养鱼项目（青田稻鱼共生系统）被联合国联农组织认定为世界农业文化遗产保护项目。青田被赋予“中国田鱼之乡”的称号。

## 名人

### “将军县”
民国时期，青田又称“将军县”，出了百位国民党将军，以文官为主。
特别是在六上乡以大路、王巷、 大垟、为三点连成的边长不过5.5公里左右，面积不过1.5平方公里的三角地带，内含康畈、洪庵，这里共走出中将叶成、少将王观、少将王仁、驻苏联大使馆陆军武官少将干卓、陆军少将干城、陆军少将干毅等十一位民国将军，正可谓是将星璀灿。
古时这只是一块少水冲击堆积而成的沙石滩地，周围山脚前后分别居住几户人家，后有躲避战乱的王氏族人迁入，和各姓村民共同造堤防洪，屯垦农田，成为青田成为了青田十八都之一的六上都。 在六上乡大路村一带自古就有尚武精神，习武强身、保卫家园的传统，在元末明初形成了拳法精湛，拳势磅礴，融防身与攻击为一体，分大五步、小五步、单枪、十字四套技法的“大路南拳”，并传播到周边各乡村。
六上乡大路村的王观，字则宾，陆军少将。清末秀才出身，入安徽武备学堂习军事，历任管带、标统、参谋长等职。解甲归里，曾任大路求是完全小学首任校长，抗日战争时，组建护卫队，保卫乡里，乡亲尊称他“则宾相”，1941年逝世。1942年7月，日本帝国陆军占领青田，就开始掠夺青田钼矿这种稀有矿石资源，于是抓了许多村民当劳工，在富川乡的石平川钼矿里挑运矿砂到船寮码头，水运到温州港，再海运回日本制造武器。当时，驻扎在船寮码头鲤鱼山据点的日军，经常到附近的村庄里抓村民当劳工，抢劫财物，奸淫妇女，六上乡的村民们对此痛恨不已。

## 矿产
截至2008年，青田县境内共发现矿产种类达39种，有共160处矿床（点）。主要有叶蜡石、高岭石、钼矿、铅矿、锌矿、石英矿、矿泉水等。其中，叶蜡石储量1798.678万吨、钼矿储量17770.12吨、铅锌矿储量28.8万吨、高岭土储量76.72万吨、萤石矿储量0.247万吨、矿泉水储量150万立方米。